# Padre Brown (serie televisiva)
Padre Brown (Father Brown) è una serie televisiva britannica, trasmessa dal 14 gennaio 2013 su BBC One.
Si basa sul personaggio di padre Brown creato da Gilbert Keith Chesterton e ripropone nuove storie in un'epoca successiva a quella in cui sono ambientati i romanzi.
In Italia le prime due stagioni sono state trasmesse dall'11 dicembre 2013 al 25 dicembre 2014 sul canale satellitare DIVA Universal; in chiaro sono andate in onda dal 2 marzo al 4 maggio 2015 su Rai Premium. Dalla terza all'ottava stagione la serie è stata trasmessa in prima visione dall'8 giugno 2017 al 20 marzo 2020 su Paramount Network. Dalla nona stagione viene trasmessa su LA7 dal 7 novembre 2022. Nella Svizzera italiana va in onda su RSI LA1.

## Trama
La serie si svolge nei primi anni '50 in Inghilterra nel fittizio villaggio di Kembleford nelle Cotswolds, dove padre Brown è il parroco della chiesa cattolica di St. Mary e dove di frequente vengono commessi delitti e omicidi, per i quali la polizia ogni volta arresta il sospettato più probabile, ma della cui innocenza padre Brown è sempre convinto grazie alla sua profonda conoscenza dell'animo umano e le grandi doti di investigatore. Spesso questo lo porta a scontrarsi con la polizia, infastidita dalla sua interferenza, nonostante la sua indubbia utilità. Tuttavia alla fine padre Brown riesce a scovare il vero colpevole e a quel punto è determinato a lottare per salvare la sua anima.

## Episodi
La nona stagione, composta da dieci episodi, è stata trasmessa nel Regno Unito a gennaio 2022. In aggiunta, da febbraio 2022 è andato in onda uno spin-off, anch'esso di dieci episodi, intitolato Le indagini di Sister Boniface.
| Stagione            | Episodi | Prima TV Regno Unito | Prima TV Italia |
| ------------------- | ------- | -------------------- | --------------- |
| Prima stagione      | 10      | 2013                 | 2013-2014       |
| Seconda stagione    | 10      | 2014                 | 2014            |
| Terza stagione      | 15      | 2015                 | 2017            |
| Quarta stagione     | 10      | 2016                 | 2017            |
| Quinta stagione     | 15      | 2016-2017            | 2017            |
| Sesta stagione      | 10      | 2017-2018            | 2018            |
| Settima stagione    | 10      | 2019                 | 2019            |
| Ottava stagione     | 10      | 2020                 | 2020            |
| Nona stagione       | 10      | 2022                 | 2022            |
| Decima stagione     | 10      | 2023                 | 2024            |
| Undicesima stagione | 10      | 2024                 | 2024            |
| Dodicesima stagione | 10      | 2025                 |                 |

## Personaggi e interpreti

### Personaggi principali
- Mark Williams interpreta padre Brown. Sacerdote cattolico colto, saggio, sensibile e soprattutto determinato a proteggere le anime di chi incontra. Perciò non può fare a meno di indagare, specie quando nota che la polizia segue una pista sbagliata e arresta persone innocenti. Il suo metodo di indagine combina la logica e deduzione con l'ottima conoscenza dell'animo umano, assieme alla sua familiarità con le persone coinvolte nel delitto.
- Sorcha Cusack interpreta la signora Bridget McCarthy. Irlandese, è una grandissima cuoca ed è la segretaria di padre Brown, che aiuta le indagini grazie alla grande conoscenza delle dicerie del paese, nonostante ogni volta che le racconta ricordi di odiare i pettegolezzi. È dolce e disponibile, ma spesso si lascia spaventare quando in parrocchia o in paese arrivano persone "strane" o "blasfeme", verso cui, al contrario, padre Brown mostra grande interesse. Ha sempre un atteggiamento critico e sarcastico contro lady Felicia, anche se in fondo le due donne sono grandi amiche. Il rapporto di amore e odio, quando lady Felicia se ne andrà, sarà portato avanti con la nipote di quest'ultima, Bunty.
- Nancy Carroll interpreta lady Felicia Montague (dalla prima stagione al secondo episodio della quinta, nel quinto episodio della sesta, nel primo e nel decimo della settima e nel primo dell'ottava). Nobile inglese amante della vita mondana e amica di padre Brown, che aiuta nelle indagini. Lascia Kembleford nella quinta stagione quando suo marito viene nominato governatore di un protettorato britannico dell'Africa Centrale.
- Emer Kenny interpreta Penelope Windermere, detta Bunty (dalla quinta stagione). Nipote di lady Felicia, intraprendente, ribelle, aiuta padre Brown e la signora McCarthy nella parrocchia della St. Mary. Svilupperà con la signora McCarthy lo stesso rapporto di amore e antipatia che c'è tra quest'ultima, che Bunty chiama "signora M", e lady Felicia.
- Alex Price interpreta Sid Carter (dalla prima alla quarta stagione, nell'undicesimo episodio della quinta, nel primo e quinto episodio della sesta e nel settimo dell'ottava). Un ex-truffatore e ricettatore che padre Brown prende sotto la sua ala in modo da tenerlo lontano dai guai. Inizialmente fa il tuttofare al St. Mary, poi diventa l'autista di lady Felicia. Nonostante per lui il crimine appartenga (quasi) totalmente al passato, la sua conoscenza della criminalità di Kembleford spesso lo rende essenziale nelle indagini. Alla partenza di lady Felicia, lascia anch'egli la campagna inglese e la raggiunge in Africa per continuare a lavorare per lei.
- Kasia Koleczek interpreta Susie Jasinski (prima stagione). Ragazza polacca giunta a Kembleford in cerca di una nuova vita dopo che la sua famiglia è stata sterminata dai tedeschi durante la seconda guerra mondiale. Fa la governante part-time a casa di padre Brown e spesso risulta coinvolta nelle vicende dei vari episodi.
- John Burton interpreta il sergente Goodfellow (dalla seconda stagione). Bonario e gentile poliziotto di Kembleford. Agisce agli ordini dei vari ispettori senza obiettare, ma si rende conto che padre Brown rappresenta più una risorsa che un fastidio per la polizia, anche se lo spirito di obbedienza gli impedisce di esprimere le proprie opinioni.
- Ruby-May Martinwood interpreta Brenda Palmer (nell'ottavo episodio della nona stagione e dalla decima stagione). Una giovane che diventa la nuova governante di St. Mary's. Appare per la prima volta nell'ottavo episodio della nona stagione e diventa una presenza costante nella decima stagione.
- Hetty Baynes interpreta Lucia Morell (nel quinto episodio della quinta stagione e in altri episodi). Una donna matura dalla sessualità inquietante, autrice di un romanzo autobiografico erotico di natura lesbica (Lulu & Lucia), che in più occasioni porta scompiglio nella piccola comunità.
- Hugo Speer interpreta l'ispettore Valentine (nella prima stagione, nel primo episodio della seconda e nel decimo dell'ottava). Capo della polizia locale, è costantemente diviso tra l'ammirazione segreta per padre Brown e la frustrazione data dal suo interferire con le indagini. Spesso vorrebbe collaborare con lui, ma i diversi metodi di investigazione rendono la cosa difficile. Lascia Kembleford all'inizio della seconda stagione quando viene promosso e trasferito a Londra. Prima di andarsene ammette finalmente che rispetta padre Brown e che probabilmente il prete gli mancherà.
- Tom Chambers interpreta l'ispettore Sullivan (nella seconda e nella terza stagione, nel sesto della settima, nel decimo dell'ottava e dalla decima stagione). Sostituisce l'ispettore Valentine. Uomo a tratti arrogante, è ancora più esasperato dalle intromissioni di padre Brown, tanto che a volte arriva a non voler sentire cosa ha scoperto, ma alla fine anche lui cede e ammette l'utilità del prete.
- Jack Deam interpreta l'ispettore Mallory (dalla quarta alla nona stagione). È molto più zelante e solerte nelle indagini rispetto ai precedenti, ma anche più arrogante. È chiaro a tutti che non accetta il fatto che padre Brown sia un investigatore migliore di lui; per questo non lo lascia mai collaborare e alla fine di ogni vicenda fa sempre finta che sia solo grazie alla polizia se il colpevole di turno viene catturato. Nonostante tutto resta un uomo onesto e determinato a fare giustizia, motivo per cui padre Brown non prova ostilità verso il nuovo ispettore (anche se lo stesso non si può dire per la signora McCarthy o Bunty), che in qualche rara occasione riesce a essere più utile dei propri predecessori.
- John Light interpreta M. Hercule Flambeau (ricorrente in tutte le stagioni). Ladro di fama mondiale e grande avversario, ma anche alleato di padre Brown.

### Ospiti
Hanno recitato nella serie diverse persone, tra cui Laura Main, Annette Badland, Guy Henry, Penny Downie, Roberta Taylor, James Fleet, Robert Cavanah, Emma Fielding, James Laurenson, Steffan Rhodri, Michael Maloney, Dominic Mafham, Camilla Power, Selina Cadell, Tracy-Ann Oberman, Jamie Glover, Holly Earl, Stephen Boxer, Flora Spencer-Longhurst, Gareth Hale, Christopher Villiers,  Katie Leung, Marcia Warren, Caroline Blakiston, Adrian Rawlins, Ronni Ancona, Georgina Leonidas, Roger Ashton-Griffiths, John Sessions e Martin Kemp.

## Produzione
La prima stagione è composta da 10 episodi. Dopo il successo ottenuto, dal gennaio 2014 è stata trasmessa una seconda stagione di ulteriori 10 episodi. Sono state poi trasmesse altre tre stagioni, dopodiché la BBC ha rinnovato la serie per una sesta stagione, trasmessa tra dicembre 2017 e gennaio 2018. Al 2025 si è alla 12-a stagione.